# Jean II de Werdenberg
Johann II von Werdenberg (né vers 1430, mort le 23 février 1486 à Francfort-sur-le-Main) est le 54e évêque d'Augsbourg de 1469 à sa mort.

## famille
Johann von Werdenberg est l'un des seize enfants du comte Jean IV de Werdenberg-Sargans (de) (mort en 1465) et de son épouse Élisabeth de Wurtemberg (de), arrière-petite-fille de l'empereur Charles IV et fille du comte Eberhard III de Wurtemberg et Élisabeth de Nuremberg-Hohenzollern.
Ses frères sont le comte Hugo XI de Werdenberg (de) (mort en 1508), Henri XIII de Werdenberg (mort en 1505), chanoine de Strasbourg et Rudolf X de Werdenberg (mort en 1505), grand prieur allemand de l'ordre de Saint-Jean de Jérusalem. Les sœurs Marguerite de Werdenberg (de) (mort en 1496) et Anne de Werdenberg (de) (mort en 1497) furent abbesses de Buchau (de). Agnès de Werdenberg, une autre sœur, épouse le comte Just-Nicolas Ier de Hohenzollern, et l'un de ses fils, Frédéric II de Zollern, sera évêque d'Augsbourg à la place de son oncle.
Dans la généalogie familiale, Johann von Werdenberg porte la désignation V, en tant qu'évêque d'Augsbourg II. La tombe de son père est conservée dans l'église Saint-Martin de Trochtelfingen.

## Biographie
Il étudie à l'université de Heidelberg en 1446, où il acquiert le titre de Baccalaureus Artium en 1448. Il obtient plus tard, probablement en Italie, le diplôme de licence en théologie. De plus, il s'intéresse particulièrement à la médecine.
Jean de Werdenberg entre dans le clergé et devient chanoine d'Augsbourg en 1449, de Strasbourg en 1451 et de Constance en 1454. En 1461, il apparaît comme prévôt de l'abbaye de Wiesensteig, où il fait construire l'église (de) vers 1466. En 1466, il est ordonné prêtre.
En 1463, le pape Pie II nomme Jean de Werdenberg coadjuteur et successeur de l'évêque d'Augsbourg, le cardinal Pierre de Schaumberg. Le pontife humaniste évoque la grande érudition de Werdenberg. La décision papale fut également acceptée par le chapitre de la cathédrale.
l'empereur Frédéric III nomme l'évêque Jean comme son conseil. Parallèlement, il lui confie la tâche de régler les querelles entre la ville et le duc de Bavière, ce qu'il obtient en 1469 dans la paix de Landshut, avec l'aide de son beau-frère, le comte Hugo XIII de Montfort-Argen, réussit. Werdenberg déploie des efforts soutenus pour améliorer la pastorale et les services religieux. Il ramène Erhard Ratdolt, l'un des meilleurs imprimeurs contemporains, de Venise à Augsbourg et soutient le développement de l'imprimerie à Augsbourg. Il soutient également l'amateur de livres et humaniste Adolph Occo, qu'il choisit comme médecin. En 1471, Jean de Werdenberg participe à la grande fête chrétienne à Ratisbonne, qui vise à repousser la menace turque ; l'impôt spécial (de) est introduit. Pendant la Diète d'Augsbourg en 1473, l'empereur Frédéric III et son fils Maximilien vivent dans le palais épiscopal. En 1480, le souverain envoie l'évêque d'Augsbourg comme envoyé auprès du roi Louis XI en France. En 1482, Jean de Werdenberg fait don d'un autel en argent pour le chœur est de la cathédrale d'Augsbourg, mais celui-ci fut perdu.
Werdenberg meurt en 1486 alors qu'il assiste à la Diète d'Empire de Francfort-sur-le-Main, où Maximilien Ier est élu roi d'Allemagne. Il est enterré dans la cathédrale d'Augsbourg, où sa tombe en tumba est conservée. L'épitaphe vient d'Adolph Occo. Le cœur et les entrailles sont enterrés dans l'église du Couvent des Carmélites de Francfort-sur-le-Main (de). Son frère Henri XIII de Werdenberg fait poser pour lui une pierre d'armoiries dans la chapelle Saint-Jean de la cathédrale de Strasbourg avec l'inscription suivante : « Memoria venerabilis et generosi domini Johannis Comitis de Werdenberg, Episcopi Augustensis, huius ecclesie Canonici, obiit 1486 ».